# Carson (inslagkrater)
Carson is een inslagkrater op de planeet Venus. Carson werd in 1991 genoemd naar de Amerikaanse biologe en auteur Rachel Carson (1907-1964).
De krater heeft een diameter van 38,8 kilometer en bevindt zich in het gelijknamig quadrangle Carson (V-43).